# Notomulciber variegatus
Notomulciber variegatus là một loài bọ cánh cứng trong họ Cerambycidae.